# 賞杯

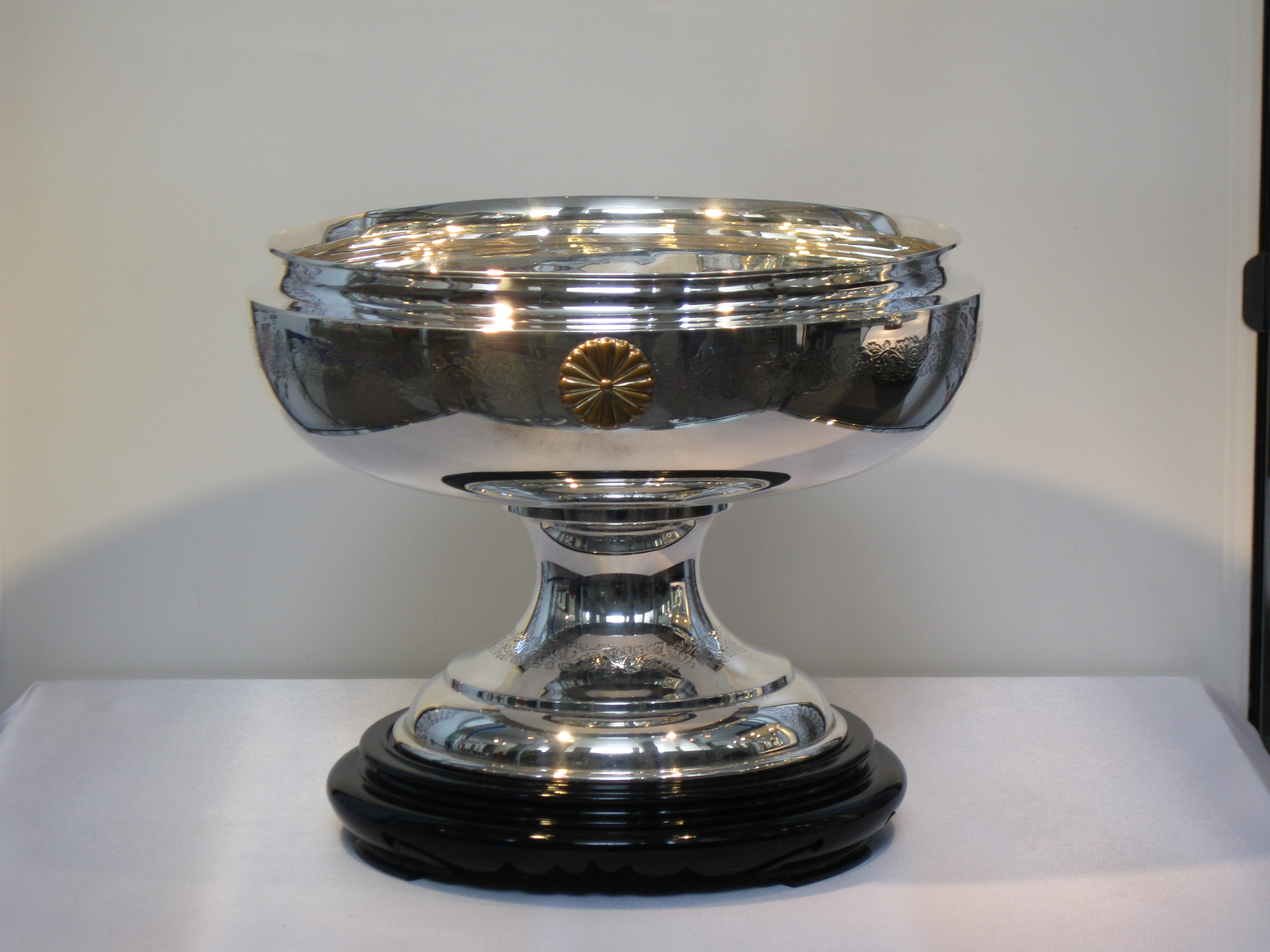
天皇杯 JFA 全日本サッカー選手権大会の賞杯（天皇杯）

賞杯（しょうはい）は、功労者や各種競技大会の成績優秀者（個人または団体）に授与される杯の総称。
皇室・王室からの賞杯については、特に賜杯（賜盃）と呼ぶ場合もある（例：大相撲本場所における〈天皇〉賜盃）。また、総称・名称としてでなく賞杯を与えるという行為について「杯を賜う」の意から用言的に「賜杯」を用いる場合もある（例：名称としては「勲章と賞杯」、行為としては「叙勲と賜杯」）。

## 日本における賞杯・記念品

### 内閣による賞杯
日本国憲法下の日本においては、褒章条例（明治14年太政官布告第63号）に基づき、一定の功績のあった個人（遺族）又は団体に国から授与される。他の栄典との関係はおおむね次のとおり。
- 位階 - 故人に追賜
- 勲等・勲章 - おおむね70歳以上の生存者に叙授、又は故人に追賜
- 褒賞 - 褒章・褒状・賞杯の総称
  - 褒章 - 生存者に授与
  - 褒状 - 褒章に代わるものとして、故人の遺族、又は団体に授与
  - 賞杯 - 勲章に代わるものとして又は勲章と共に授与されるものとしては個人（生存者、故人とも）に、褒章に代わるもの又は褒章と共に授与されるものとしては生存者、故人の遺族、又は団体に授与

内閣は、勲章や褒章に代えて、あるいは勲章や褒章に併せて、勲功のあった者に対して賞杯を授与する。賞杯は、既に勲功相当の勲章・褒章が与えられているときにさらに顕彰すべき事由が生じた場合や、高位の宗教家など叙勲には適しない者の功績を顕彰する場合などに用いられる。
褒章条例に基づく賞杯の種類は、金杯・銀杯・木杯の3種類とされている。
賞杯には、勲章に代えてあるいは勲章と共に授与される場合は菊紋（菊花紋章）が刻まれ、褒章に代えてあるいは褒章と共に授与される場合は桐紋（五七桐花紋）が刻まれる。授与の理由となった勲功の大きさにより、銀製、木製（朱塗り）の別があり、さらに三つ重ね一組台付、三つ重ね一組、単杯（一個）の別がある。各杯の格は、以下のとおり。なお、「勲○等」表記による勲等は2003年（平成15年）11月に廃止されているため、現在は各勲等相当の勲章に準じて運用される。

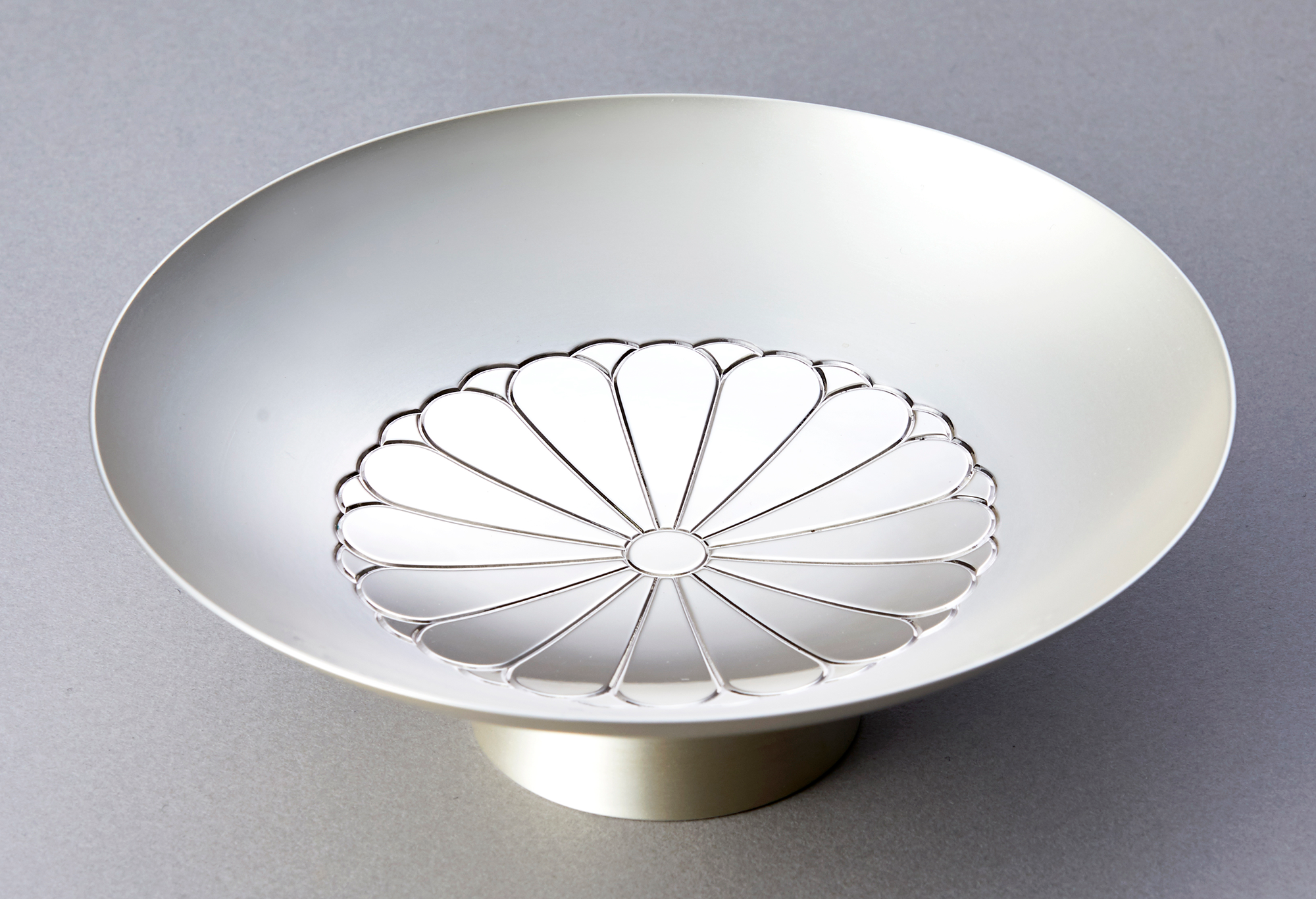
銀杯（菊紋）
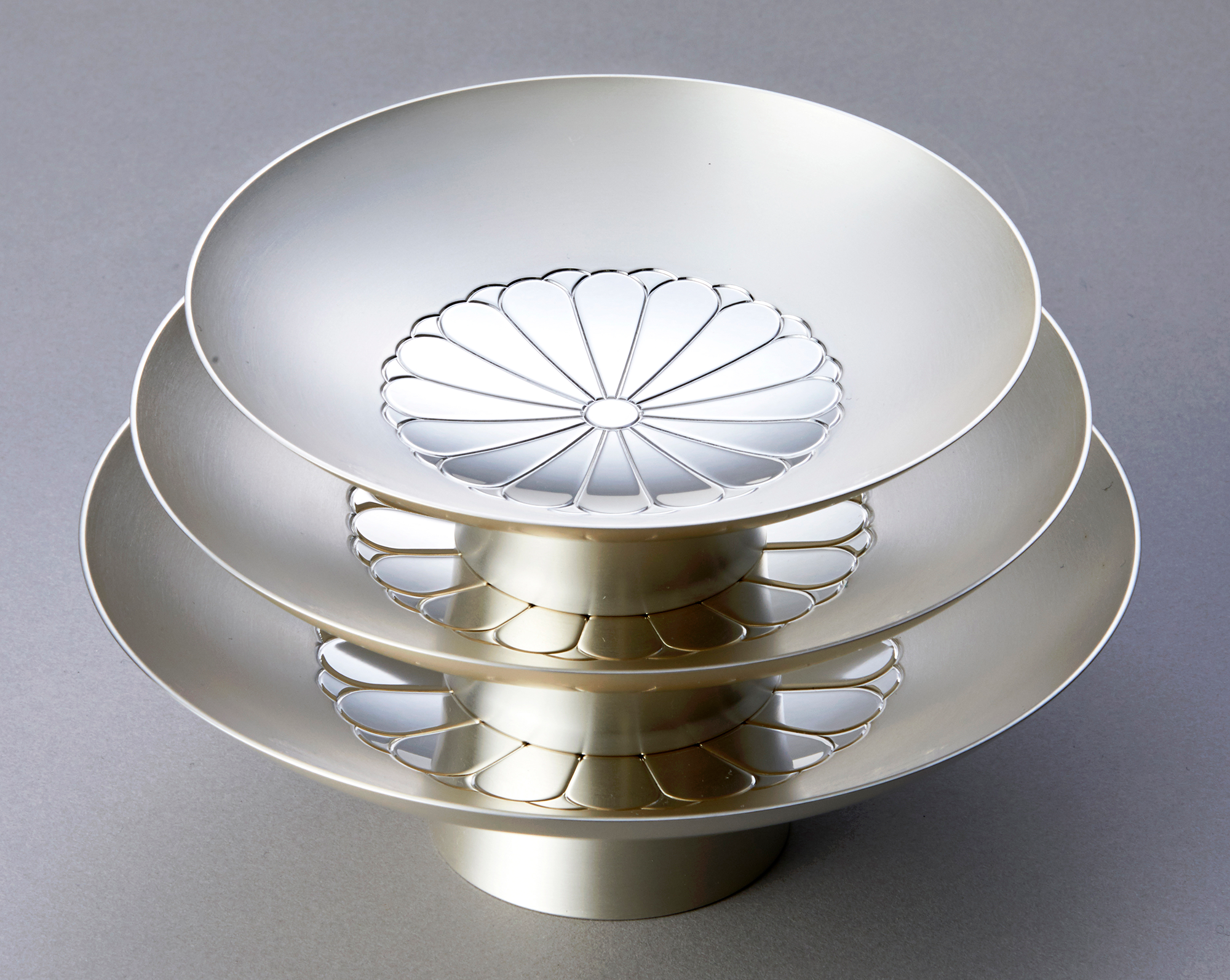
銀杯（一組・菊紋）
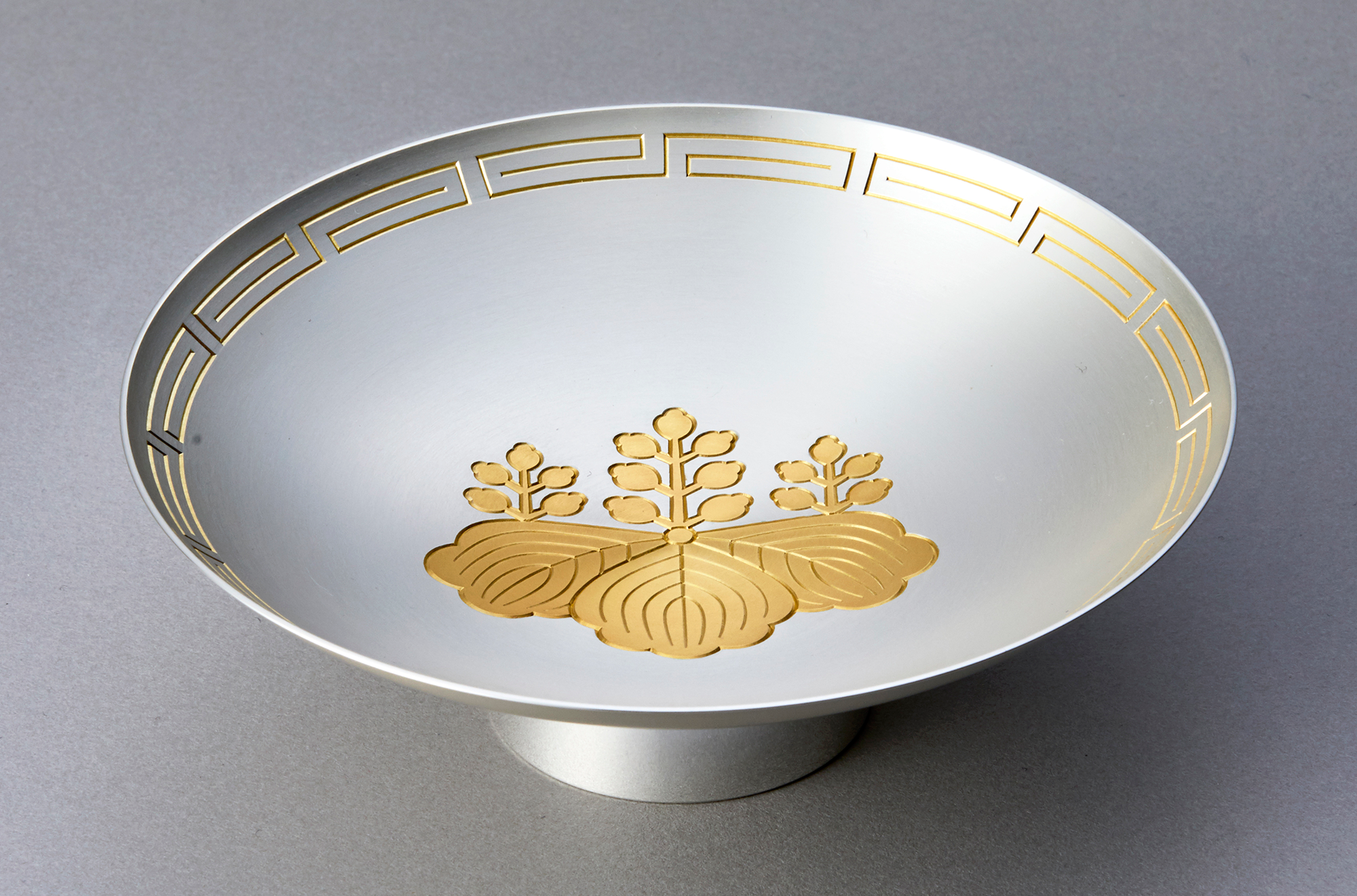
銀杯（桐紋）
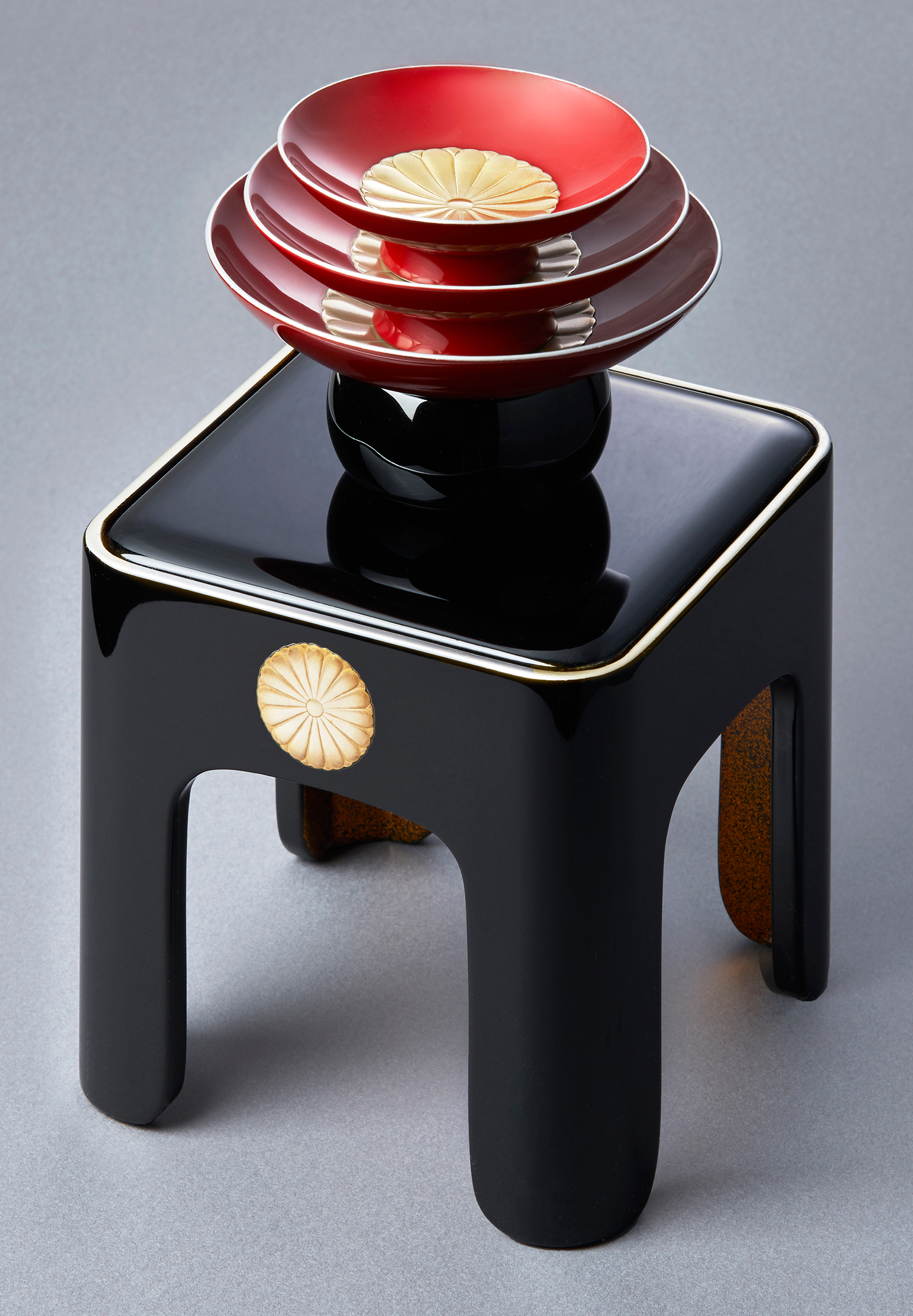
木杯（一組台付・菊紋）
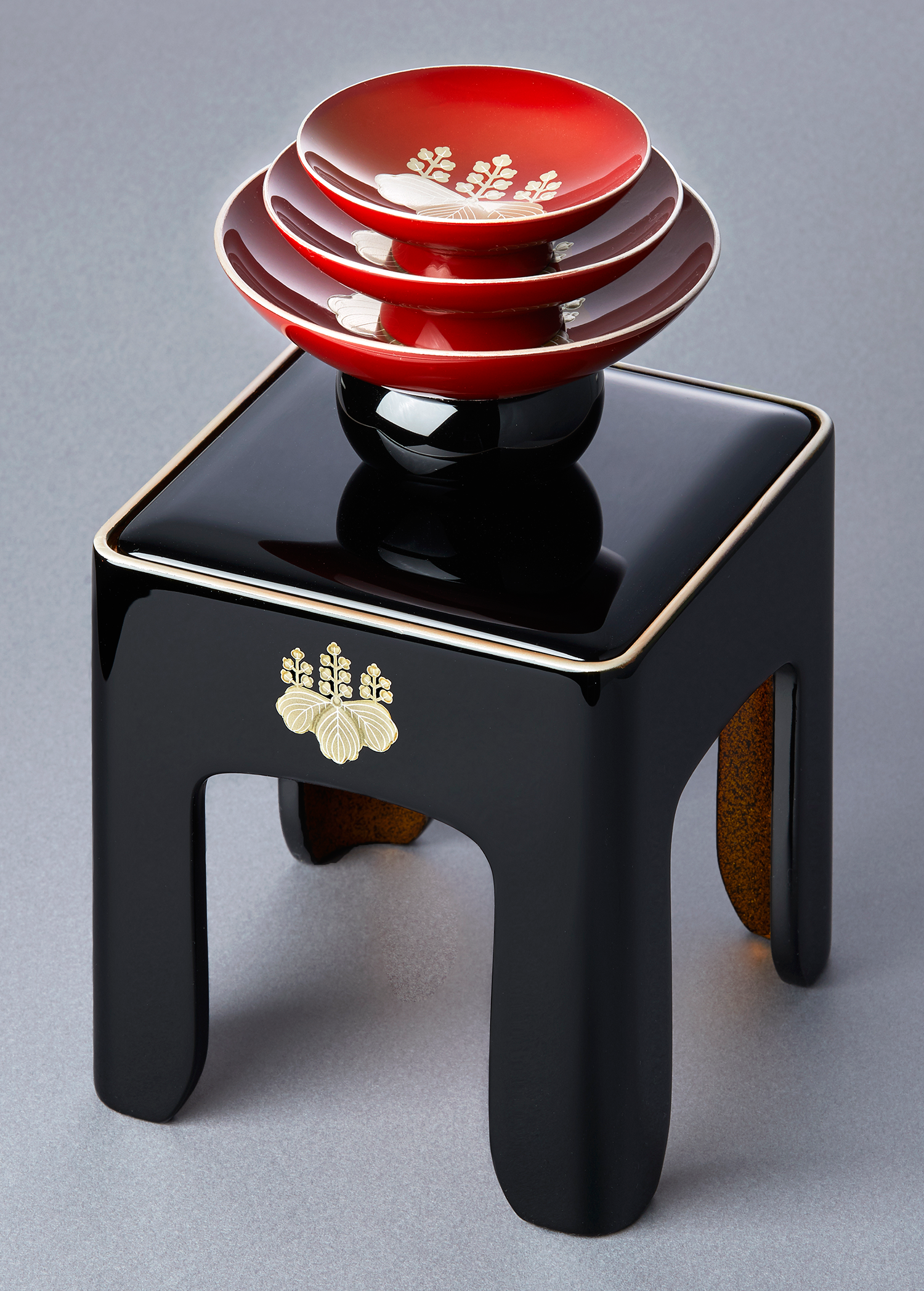
木杯（一組台付・桐紋）

勲章に代えて授与される場合（菊紋付き）
1. 銀杯一組（三つ重ね）： 概ね勲一等若しくは勲二等に相当する場合
  1. 第5号（6寸から5寸の杯の三つ重ね）
  2. 第4号（5.5寸から4.5寸の杯の三つ重ね）
  3. 第3号（5寸から4寸の杯の三つ重ね）

2. 銀杯一個： 概ね勲三等若しくは勲四等に相当する場合
  1. 第2号（5.4寸）
  2. 第1号（4.2寸）

3. 木杯一組台付： 概ね勲五等以下に相当する場合
  1. 第5号（3.6寸から2.7寸の杯の三つ重ね）

4. 木杯一組： 概ね勲五等以下に相当する場合
  1. 第4号（4.6寸から3.4寸の杯の三つ重ね）

褒章に代えて授与される場合または褒章に併せて授与する場合（桐紋付き）
1. 銀杯一個（4.2寸）
2. 木杯一組台付
  1. 第7号（4.6寸から3.4寸の杯の三つ重ね）： 5000万円以上の寄付者（紺綬褒章に併賜）
  2. 第6号（4.2寸から3寸の杯の三つ重ね）： 2500万円以上5000万円未満の寄付者（紺綬褒章に併賜）
  3. 第5号（3.6寸から2.7寸の杯の三つ重ね）： 1500万円以上2500万円未満の寄付者（紺綬褒章に併賜）

その他
1. 金杯
最高位の賞杯として1938年（昭和13年）まで授与例があったが、「時局の情勢に鑑み」との理由により、同年7月20日「当分の間、金杯の賜与を中止し代わりに銀杯を賜与する」旨の賞勲局上申第272号（褒章条例ニ依ル金杯ノ賜与等ニ関スル件）が昭和天皇により裁可され、以後復活されないままの状態が続いている。
2. 銀杯一箇
銀杯一個の別表記。日本国憲法下の官報掲載では7回（計24人）の実例あり。木杯では「箇」の用例なし。
3. 木杯一個
1990年までの戦没者叙勲において追贈例あり。1963年頃から高齢者（100歳又は88歳）に対し記念品として一律授与の例あり。

### 地方自治体による賞杯
一部の地方公共団体にも、賞杯の名称を持つ表彰の制度がある。

### 日本赤十字社による賞杯
日本赤十字社による献血者に賞杯を贈る制度が存在する。

#### 献血表彰・顕彰（賞杯）
顕彰（賞杯）
- 10回 記念品（青のガラス器）
- 30回 　〃　（黄のガラス器〈多田美波 作〉）
- 50回 　〃　（緑のガラス器）
- 50回以上献血者が満60歳を迎えて最初の献血 感謝状と記念品（白のガラス器）
- 50回以上献血者が満68歳を迎えて最初の献血 感謝状
- 100回から50回毎 記念品（紫のガラス器）

表彰
- 70回 銀色有功章（銀色のガラス杯）と感謝状の贈呈
- 100回 金色有功章（金色のガラス杯）と感謝状の贈呈

なお、従来は献血回数に応じて献血功労章（ピンバッジ）、特別社員章の贈呈がされる表彰制度も存在した。

### 内閣総理大臣による記念品（銀杯）
日本では当該年度中に100歳に到達する者（海外在留邦人及び永住している在日外国人を含む）に対して内閣総理大臣から「百歳を迎えられた方々の長寿を祝い、かつ、多年にわたり社会の発展に寄与してこられたことに感謝するとともに、ひろく国民が高齢者の福祉についての関心と理解を深める」という目的のもと祝状と記念品として銀杯が、毎年敬老の日に贈呈されている。
この事業は1963年度（昭和38年度）に始まった。初年度の対象者は153人だったが、年々対象者が増加したため、2013年度（平成21年度）からは銀杯の直径を10.5センチメートルから9センチメートルに縮小するなどして対応してきた。2014年度（平成26年度）には対象者が約3万人となり予算額は計2億9800万円に達したため、行政事業レビューで抜本的改革が求められ、2016年度（平成28年度）からは、杯の材料が純銀から銅・亜鉛・ニッケルの合金に銀メッキを施したものに変更されることになった。

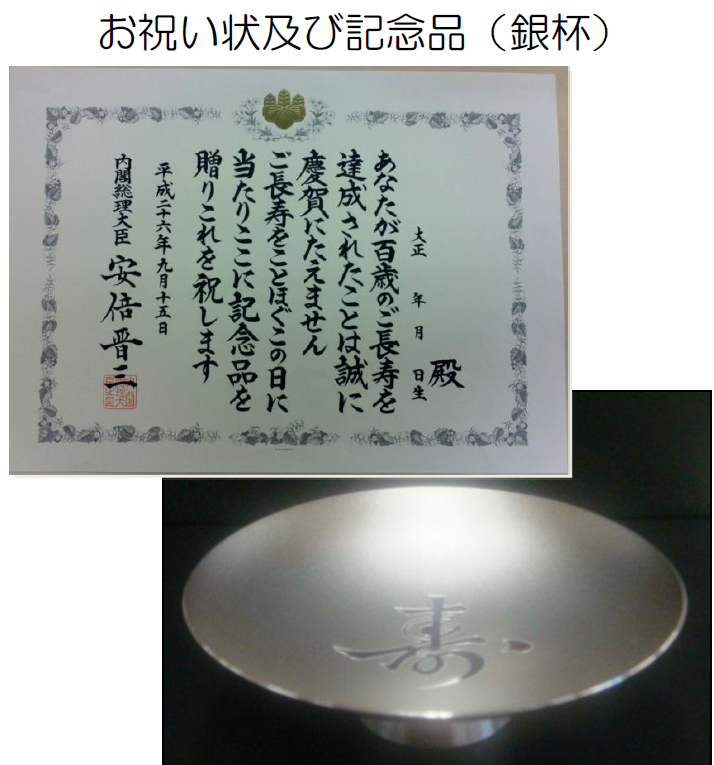
祝状と銀杯